# Esteve IX
Esteve IX va ser el 154è papa de l'Església catòlica. Esteve és el nom que va prendre Frederic de Lorena (Lorena, ? – Florència, 29 de març de 1058) quan va esdevenir papa el 2 d'agost del 1057, fins a la seva mort el 29 de març del 1058.
Abans d'esdevenir va ser escolar de l'escolania de Lieja, en aquesta època una de les més famoses del món conegut i més tard membre del capítol de la catedral de Sant Lambert del principat de Lieja sota el regne del príncep-bisbe Teoduí de Baviera i abat de Montecassino. El buit de poder que va deixar la mort d'Enric III va provocar que, en morir Víctor II, es van ignorar els drets religiosos recollits en la Constitutio Lotharii i en el Privilegium Othonis que reconeixien que cap papa seria consagrat fins que la seva elecció no fos aprovada per l'emperador. D'aquesta manera fou escollit Frederic de Lorena.
Abans de ser escollit, havia actuat com a legat papal en la delegació que, encapçalada per Humbert de Silva Candida, va provocar el Cisma de l'Església Oriental. El seu pontificat va servir per prosseguir la lluita contra la simonia i el nicolaisme que havien iniciat els seus predecessors Lleó IX i Víctor II i que desembocaria en la futura Reforma gregoriana.
El 1058 es va desplaçar a Florència per organitzar junt amb el seu germà Jofre III el Barbut una expedició militar contra els normands. En aquesta ciutat va contraure la malària i hi morir el 29 de març d'aquell mateix any.